# 윤영미 (작가)
윤영미는 대한민국의 텔레비전 드라마 작가이다. 

## 드라마
- 2005년 SBS 2부작 금요드라마 《내사랑 토람이》 ... 집필
- 2006년 SBS 월화 미니시리즈 《101번째 프러포즈》 ... 공동집필
- 2007년 MBC 월화 미니시리즈 《신 현모양처》 ... 집필
- 2009년 KBS2 아침 일일연속극 《장화, 홍련》 ... 집필
- 2011년 ~ 2012년 SBS 아침 일일연속극 《태양의 신부》 ... 집필
- 2013년 ~ 2014년 SBS 저녁 일일연속극 《잘 키운 딸 하나》 ... 집필
- 2014년 ~ 2015년 SBS 주말 미니시리즈 《미녀의 탄생》 ... 집필
- 2018년 SBS 토요 미니시리즈 《착한마녀전》 ... 집필
- 2022년 tvN 수목 미니시리즈 《이브》 ... 집필

## 영화
- 2008년 영화 《사랑과 전쟁:열 두번째 남자》 ... 원안